# 심근 경색
심근 경색(心筋梗塞, 영어: myocardial infarction, acute myocardial infarction, AMI, 의학: MI) 또는 대중적으로 심장 마비(心臟痲痺, 영어: heart attack)는 허혈성 심질환의 하나이다. 흔히 심장마비라고 하나, 이는 심근 경색만을 지칭하는 용어는 아니다.

## 원인
심장 근육은 관상동맥이라 부르는 3가닥의 혈관을 통해서 산소와 영양분을 공급받으면서 일생 동안 혈액을 전신으로 펌프질하는 중요한 기관이다. 따라서 관상동맥에 이상이 생기는 경우에는 심장 근육이 영향을 받을 수밖에 없다.
관상동맥의 구조를 살펴보면, 그 가장 안쪽 층을 내피세포가 둘러싸고 있는데 내피세포가 건강한 경우에는 혈전이 생기지 않는다. 그러나 고지혈증, 당뇨병, 고혈압, 흡연 등에 의해서 내피세포가 손상을 받게 되어 죽상경화증이 진행되고, 관상동맥 안을 흐르던 혈액 내의 혈소판이 활성화되면서 급성으로 혈전이 잘 생기게 된다. 이렇게 생긴 혈전이 혈관의 70% 이상을 막아서 심장 근육의 일부가 파괴(괴사)되는 경우가 심근경색증이고, 괴사되지는 않지만 혈관 내 혈액의 흐름이 원활하지 않아 가슴에 통증이 생기는 것이 협심증이다.
이 같은 상황을 잘 유발시킬 수 있는 위험인자들은 다음과 같다.
1. 고령
2. 흡연
3. 음주
4. 고혈압 : 혈압 ≥ 140/90mmHg 이거나 항고혈압제를 복용하고 있는 경우
5. 당뇨병
6. 가족력 : 부모형제 중 남자 55세 이하, 여자 65세 이하의 연령에서 허혈성 심질환을 앓은 경우
7. 그 외 비만, 운동부족 등

## 증상
환자는 대부분 갑자기 가슴이 아프다고 호소한다. 대개 '가슴을 쥐어짠다', '가슴이 쎄한 느낌이 든다'고 호소하며 주로 가슴의 정중앙 또는 약간 좌측이 아프다고 호소하는 경우가 대부분이다. 그러나 이러한 증상 없이도 '명치가 아프다' 또는 '턱끝이 아프다'고 호소하는 경우도 있다. 또한 비전형적이기는 하지만 흉통 없이 구역, 구토 증상만 있는 경우도 있고, '소화가 안 된다', '속이 쓰리다'고 호소하는 경우도 있다. 흉통은 호흡곤란과 같이 발생하는 경우가 많으며 왼쪽 어깨 또는 왼쪽 팔의 안쪽으로 통증이 퍼지는(방사) 경우도 있다. 흉통은 대개 30분 이상 지속되며 니트로글리세린 설하정을 혀 밑에 투여해도 증상이 호전되지 않는다.
때에 따라서는 흉통을 호소하기도 전에 갑작스런 실신이나 심장마비로 응급실에 실려가는 경우도 있다. 이런 경우에는 광범위한 부위에 걸쳐서 급성으로 심근경색증이 일어나는 경우가 많다.

## 치료
심근경색증은 다음과 같은 두 가지 상태로 구별할 수 있다.
1. ST절 상승 심근경색증 : 관동맥이 100% 막혀서 응급으로 혈관 재개통이 필요한 심근경색증
2. 비(非) ST절 상승 심근경색증 : 관동맥이 완전히 막히지 않은 심근경색증

심근경색증의 치료는 크게 막힌 혈관을 넓히는 관혈적 치료와 이후 약물치료로 나뉜다. ST절 상승 심근경색의 경우에는 가능한 한 빠른 시간 내에 막힌 혈관을 넓히는 시술 또는 약물이 요구된다. 비 ST절 상승 심근경색증의 경우에는 쇼크가 동반되는 경우와 같이 특수한 경우가 아니면 약물 치료 후 안정화된 상태에서 시술할 수도 있다.
최근에는 여러 대형 병원에서 응급 심혈관성형술, 스텐트삽입술, 혈전용해술을 시행하여 경과 및 예후가 많이 향상되었다. 심혈관성형술, 스텐트삽입술은 노동맥 또는 넙다리동맥을 통하여 심혈관 조영술을 시행하여 막힌 혈관을 찾아낸 후, 혈관 안으로 도관을 삽입하여 풍선으로 넓히고 스텐트라는 철망을 삽입하여 혈관을 수리하는 시술이다.심근경색증에 의한 합병증이 없다면 대부분 병원에서 1주일 이내에 퇴원할 수 있다. 그러나 시술 직후 흔히 재관류에 의해 심장 근육에 2단계 충격이 오기 때문에 시술이 성공적으로 수행되었다고 하더라도 경과를 낙관할 수는 없다. 심혈관 조영술 결과 심혈관성형술, 스텐트삽입술을 시행하기에 적합하지 않거나 다혈관 질환일 경우에는 관상동맥 우회로 수술을 시행할 수 있다.
심근경색증에 대한 약물 치료는 향후 협심증 또는 심근경색증이 재발하지 않도록, 심근경색증으로 인한 심실의 변화를 방지하도록 하는 데에 초점이 맞추어진다. 또한 스텐트를 삽입한 경우에는 스텐트에 혈전이 생겨서 혈관이 다시 막히는 상황을 예방하는 것도 중요한 약물 치료 목적 중의 하나이다. 왜냐하면 스텐트 혈전증의 치사율이 50%에 달할 정도로 상당히 높기 때문이다. 대부분의 환자들은 혈전 억제제인 아스피린과 플라빅스를 포함하여 심장 보호 효과가 부가적으로 있는 혈압약을 복용하게 되며, 고지혈증 약물 그리고 당뇨가 있는 경우에는 경구 혈당 강하제, 인슐린을 처방받게 된다. 또한 니트로글리세린 등의 혈관 확장제가 추가될 수도 있다.
아직까지는 심근경색증 치료 중에 죽은 심장 근육을 획기적으로 회생시키는 방법은 없다. 그러나 서울대학교병원을 비롯하여 유럽과 미국의 연구팀들이 줄기세포를 이용하여 심장 근육을 재생시키는 연구 결과를 지속적으로 발표하고 있고, 현재도 대규모의 환자를 대상으로 개선된 프로토콜로 임상시험에 환자를 등록하고 있어서 그 성과가 크게 주목되는 바이다. 특히 서울대학교병원 심혈관센터에서 시행하는 매직셀(MAGIC-CELL) 프로그램은 다른 나라에서 시행하는 골수를 직접 채취하는 방법이 아니라, 싸이토카인을 이용해서 골수 줄기세포를 말초혈액으로 동원한 후 이를 말초혈액에서 쉽게 채취하는 방법으로서, 환자 부담을 줄인다는 장점이 있으면서 심기능 호전 효과가 뚜렷하여, 2004년도 Lancet, 2005년도 Canadian Medical Association Journal, 2006년도 Circulation, 2007년도 American Heart Journal, 2008년도 Heart와 같이 심혈관계의 세계 최고 권위지에 매직셀 프로그램의 장기 결과가 계속 발표되고 있다.
점점 그 추이가 늘고있다.

## 개의 심근경색
개도 물론 심근경색에 걸릴 수도 있다. 강아지 심근 경색의 원인은 가족력, 면역력, 스트레스, 과로, 운동 후유증, 지속되는 분리불안증 등이다.

## 같이 보기
- 심정지
- 심장학
- 심장대사(cardio metabolism)
- 대사 증후군(메터볼릭 증후군)
- 인슐린 저항성(IR)